# Anselm Gillström
Anselm Konrad Gillström (i riksdagen kallad Gillström i Sundsvall och Gillström i Skönsberg), född 28 mars 1899 i Sköns socken, Västernorrlands län, död 28 januari 1975 i Skön, chefredaktör för Dagbladet Nya Samhället 1946-1960 och socialdemokratisk politiker.
Gillström var ledamot av Sveriges riksdags första kammare från 1941. Han var även landstingsman (från 1931).